# Euspilapteryx crypta
Euspilapteryx crypta är en fjärilsart som beskrevs av Lajos Vári 1961. Euspilapteryx crypta ingår i släktet Euspilapteryx och familjen styltmalar. Inga underarter finns listade i Catalogue of Life.